# یو شنتونگ
یو شنتونگ (انگلیسی: Yu Shentong؛ زادهٔ ۸ ژوئن ۱۹۶۸) بازیکن تنیس روی میز اهل چین بود. وی در بازی‌های المپیک تابستانی ۱۹۹۲ شرکت کرده‌است.
وی در مسابقات کشوری و بین‌المللی در مجموع برندهٔ ۱ مدال نقره، ۱ مدال برنز شده‌است.